# 昭和歯学会
昭和歯学会（しょうわしがっかい）はかつて存在した昭和大学（現・昭和医科大学）歯学部の学内学会。2014年3月31日に廃止。翌4月1日に昭和大学学士会に統合される。

## 概要
1981年6月20日設立される。

## 学会出版物
- 『昭和歯学会雑誌』（1981年～2007年）ISSN 0285-922X
- 『Dental Medicine Research』（2008年～2014年）ISSN 1882-0719